# 쉬루
쉬루(중국어: 徐璐, 병음: Xú Lù, 1994년 12월 28일 ~ )는 중국의 배우이다.

## 출연작

### 드라마
- 2010년 안후이 위성 텔레비전 해돈제일극장 《홍루몽》 - 설보금 역
- 2011년 동방 위성 텔레비전 동방극장 《후궁견환전》 - 견옥요 역
- 2012년 안후이 위성 텔레비전 해돈제일극장 《골천문구》 - 쉬에닝 역
- 2013년 후난위성텔레비전 금응독파극장 《애재춘천》 - 진리위 역
- 2014년 동방 위성 텔레비전 동방극장 《일과 이분의 일, 여름》 - 나만 역
- 2015년 후난위성텔레비전 청춘진행중 《지인단신재일기》 - 지앙커샤오 역
- 2015년 후난위성텔레비전 금응독파극장 《처자적황언》 - 손가원 역
- 2016년 후난위성텔레비전 청춘진행중 《기묘적시광지려》 - 쑹챠오챠오 역
- 2017년 아이치이 웹드라마 《부득불애》 - 린웨이링 역
- 2017년 텐센트 웹드라마 《귀취등지황피자분》 - 화메이 역
- 2017년 텐센트 웹드라마 《구주해상목운기》 -소어응 역
- 2018년 텐센트 웹드라마 《고흥우견니》 - 가오싱 역
- 2018년 동방 위성 텔레비전 정품극장 《극속청춘》 - 당당 역
- 2019년 저장 위성 텔레비전 중국람극장 《천의무봉》 - 궤이완 역
- 2019년 아이치이 웹드라마 《애상북두성남우》 - 원수시 역
- 2019년 유쿠 웹드라마 《장안12시진》 -  엄우환 역
- 2020년 동방 위성 텔레비전 동방극장 《재일기》 - 주주 역
- 2020년 베이징 텔레비전 품질극장 《풍성》- 구성몽 역
- 2021년 동방 위성 텔레비전 동방극장 《네가 좋으면 맑은 날인 거야》 - 머피 역
- 2021년 아이치이 웹드라마 《량신미경호시광》 - 량신 역
- 2022년 아이치이 웹드라마 《월가행》 - 유초 역